# Mossad
Mossad (heb: המוסד למודיעין ולתפקידים מיוחדים, Ha-Mossad le-Modiin ule-Tafkidim Meyuhadim, hrv.: Institut za obavještajne i specijalne zadatke) je obavještajna služba zadužena za obavještajna djelovanja u inozemstvu Države Izrael. Mossad je ustrojen 1949. godine kada je prijedlog za osnivanje Reuvena Shiloha prihvatio prvi izraelski premijer David Ben Gurion. 
Mossad je dio izraelske obavještajne zajednice kao obavještajna služba zadužena za obavještajno djelovanje u stranim državama uz Aman, vojnu obavještajnu službu i Shabak, sigurnosnu službu zaduženu za domovinsku sigurnost. Mossad ima preko 7000 zaposlenika te je druga najveća obavještajna služba na Zapadu poslije američke CIA-e i proračun od oko 18 milijardi kuna zajedno sa sigurnosnom službom Shabak. Sjedište agencije je u Tel Avivu, a sadašnji ravnatelj od 2016. godine je Yossi Cohen.

## Povijest
Mossad je locirao i oteo Adolfa Eichmanna 1960. godine u Argentini te ga prokrijumčario u Izrael gdje je suđen i obješen. Metsada, Mossadov odjel za atentate je izveo niz ubojstava vođa palentinskih militantnih pokreta i članova terorističkih skupina koji su prijetnja Izraelskoj državi.
Izraelski špijun Eli Cohen je kao glavni savjetnik sirijskog ministra obrane 1962. do 1965. godine otkrio pripreme sirijske vojske na Golanskoj visoravni što je bilo presudno za izraelsku pobjedu u Šestodnevnom ratu 1967. godine.
Nakon ubojstva izraelskih sportaša u Münchenskom masakru na Olimpijskim igrama 1972. godine u Münchenu Mossad je izvršio atentate na odgovorne za masakr.
Mossad je prikupio obavještajne podatake za izvršenje Operacije Entebbe u kojoj je 200 izraelskih komandosa oslobodilo zatočene taoce sa zračne luke Entebbe u Ugandi 1976. godine. Tom prilikom je kao zapovjednik izraelskih specijalaca poginuo Yonatan Netanyahu, stariji brat sadašnjeg izraelskog premijera Benjamina Netanyahua.
Mossad je dobavljao povjerljive informacije o iračkom nuklearnom reaktoru Ozirak koji je uništen u izraelskom zračnom napadu 1981. godine
Za vrijeme ravnatelja Meir Dagana, Mossad je bio uključen u prikupljanje informacija o sirijskom nuklearnom reaktoru koji je uništen 2007. godine u napadu Izraelskog ratnog zrakoplovstva kao i u prikupljanje informacija, sabotažu i atentate na znanstvenike koji su radili na iranskom nuklearnom programu. Mossad je osumnjičen za ubojstvo Mahmouda al-Mabhouha, vojnog zapovjednika Hamasa, 2010. godine u Dubaiju u Ujedinjenim Arapskim Emiratima kojom prilikom je nadzornim kamerama snimljeno 26 agenata Mossada uljučenih u operaciju. Njihove slike je objavila policija u Dubaiju što je izazvalo neugodnost za Izrael i Mossad.
Od dolaska na čelo novog ravnatelja Yosija Cohena 2016. godine Mossad je doživio značajan razvoj svojih sposobnosti, uz veći proračun i broj zaposlenika upotrebljava nove metode i tehnologije i izvršava više obavještajnih operacija nego prije. Mossad trenutno direktno zapošljava preko 7000 ljudi te je druga najveća obavještajna služba na Zapadu poslije američke CIA-e.
Prema riječima ravnatelja Cohena: "Mossad ima odgovornost postići apsolutnu nadmoć u svijetu špijunaže. Ne možemo si dopustiti biti na drugom mjestu, bilo u ljudstvu, u kibernetičkoj obrani ili u našoj sposobnosti za prikupljanje informacija, u operacijama i u ljudstvu koje vodi operacije, u tehnologiji i zapovijedanju kao i u odnošenju prema dobrobiti zaposlenika i ljudskih resursa."

## Ustrojstvo
Mossad se sastoji od osam glavnih odjela:
- Sektor za prikupljanje informacija je najveći odjel
- Sektor za politička djelovanja i veze provodi političke aktivnosti i održava veze s prijateljskim stranim obavještajnim agencijama i s državama s kojim Izrael nema diplomatske odnose.
- Sektor za specijalne operacije (Metsada) izvodi atentate, sabotaže i paravojne projekte.
- LAP (Lohamah Psihologit) odjel za psihološko ratovanje, propagandu i operacije obmanjivanja.
- Odjel za istraživanje čija je zadaća sinteza izvještajnih podataka.
- Tehnološki odjel je odgovoran za razvoj tehnologija i za podršku operacijama.

## Neke od poznatijih operacija Mossada
- Lociranje i otmica Adolfa Eichmanna u Argentini 1960. godine.
- Eli Cohen, izraelski špijun kao glavni savjetnik sirijskog ministra obrane 1962. do 1965. godine otkrio pripreme sirijske vojske na Golanskoj visoravni što je bilo ključno za izraelsku pobjedu u Šestodnevnom ratu 1967. godine
- Lavonska afera, propala operacija ubijanja Amerikanaca, Britanaca i Egipćana u Egiptu s ciljem okrivljavanja Muslimanskog Bratstva i izazivanja antagonizma stanovništva SAD-a prema Egiptu
- Ubojstva odgovornih za Münchenski masakr na Olimpijskim igrama 1972. godine
- Otmica Mordechai Vanunua u Italiji.
- Obaranje libijskog aviona 1973. poginulo 104 putnika, žena, djece i muškaraca.
- Dobavljanje izvještajnih podataka za izraelske vojne operacije, Operacija Entebbe, 1976. godine.
- Dobavljanje visoko povjerljivih informacija o iračkom nuklearnom reaktoru Ozirak koji je uništen u izraelskom zračnom napadu 1981. godine
- Ubojstvo Abu Džihada 1988. godine
- Atentat na kanadsko-američkog znanstvenika Gerald Bulla, oca sedmero djece 1990. godine
- Pomoć u imigraciji etiopskih židova u Izrael.
- Dobavljanje visoko povjerljivih informacija o sirijskom nuklearnom reaktoru Al Kiba koji je uništen u izraelskom zračnom napadu 2007. godine
- Dobavljanje visoko povjerljivih informacija o iranskom nuklearnom programu, sabotiranje postrojenja i atentati na iranske nuklearne znanstvenike
- Osumničeni za ubojstvo Mahmouda al-Mabhouha, vojnog zapovjednika Hamasa, 2010. u Dubaiju u Ujedinjenim Arapskim Emiratima prilikom koje je nadzornim kamerama snimljeno 26 agenata Mossada.

Jedan od najveći uspjeha je lociranje, hvatanje i proces protiv Adolfa Eichmanna kojeg je ova agencija otela u južnoj Americi i prokrijumčarila ga u Izrael. Metsada, Mossadov odjel za atentate je izveo niz ubojstava vođa palentinskih militantnih pokreta i članova terorističkih skupina koji su prijetnja Izraelskoj državi.

## Proračun
U 2019. godini izraelski proračun za obavještajne i sigurnosne službe Mossad i Shabak iznosi oko 10 milijardi šekela što je oko 2,73 milijardi američkih dolara ili 18 milijardi kuna. To je povećanje od 12% u odnosu na godinu dana ranije. U 2008. godini zajednički proračun je iznosio 1,37 milijardi američkih dolara ili 9 milijardi kuna.

## Ravnatelji
| Ravnatelj      | Razdoblje     |
| -------------- | ------------- |
| Reuven Shiloah | 1949. – 1953. |
| Isser Harel    | 1953. – 1963. |
| Meir Amit      | 1963. – 1968. |
| Zvi Zamir      | 1968. – 1973. |
| Yitzhak Hofi   | 1973. – 1982. |
| Nahum Admoni   | 1982. – 1989. |
| Shabtai Shavit | 1989. – 1996. |
| Danny Yatom    | 1996. – 1998. |
| Efraim Halevy  | 1998. – 2002. |
| Meir Dagan     | 2002. – 2011. |
| Tamir Pardo    | 2011. – 2016. |
| Yossi Cohen    | 2016. -       |

## Unutarnje poveznice
- Aman, vojna obavještajna služba
- Shabak, unutarnja sigurnosna služba
- SOA, hrvatska sigurnosno-obavještajna služba

## Vanjske poveznice
- Mossad web stranice
- GlobalSecurity.org o Mossadu
- Izraelska obavještajna zajednica; Prikrivene operacije